# Benjamin King
Benjamin (Ben) King (North Garden, 22 maart 1989) is een voormalig Amerikaans wielrenner. Voor hij in 2011 prof werd bij Team RadioShack, reed hij voor Kelly Benefit Strategies-Medifast en Trek Livestrong U23. In 2010 werd King nationaal kampioen op de weg.

## Overwinningen
2007
2e etappe Ronde van Abitibi (ploegentijdrit)
2007
 Amerikaans kampioen op de weg, Junioren
 Amerikaans kampioen tijdrijden, Junioren
2010
 Pan-Amerikaans kampioen tijdrijden, Beloften
 Pan-Amerikaans kampioen op de weg, Beloften
 Amerikaans kampioen op de weg, Beloften
 Amerikaans kampioen op de weg, Elite
2011
Jongerenklassement Ronde van Peking
2015
1e etappe Internationaal Wegcriterium
2016
2e etappe Ronde van Californië
2018
Bergklassement Ronde van de Algarve
4e en 9e etappe Ronde van Spanje
2022
Bergklassement Ronde van Valencia

## Resultaten in voornaamste wedstrijden
| Jaar | Ronde van Italië | Ronde van Frankrijk | Ronde van Spanje |
| ---- | ---------------- | ------------------- | ---------------- |
| 2011 |                  |                     |                  |
| 2012 |                  |                     |                  |
| 2013 |                  |                     |                  |
| 2014 |                  | 53e                 |                  |
| 2015 |                  |                     | 75e              |
| 2016 |                  |                     | 46e              |
| 2017 |                  |                     | opgave           |
| 2018 | 44e              |                     | 24e (2)          |
| 2019 |                  | 62e                 | 38e              |
| 2020 |                  |                     |                  |
| 2021 |                  |                     |                  |

| Jaar | Milaan-San Remo | Gent-Wevelgem | Parijs-Roubaix | Amstel Gold Race | Luik-Bast.‑Luik | Ronde van Lombardije | Waalse Pijl |  | WK op de weg |  | Wereldranglijsten |
| ---- | --------------- | ------------- | -------------- | ---------------- | --------------- | -------------------- | ----------- |  | ------------ |  | ----------------- |
| 2011 |                 |               | 76e            |                  |                 |                      |             |  | 94e          |  |                   |
| 2012 |                 |               |                |                  |                 |                      |             |  |              |  |                   |
| 2013 |                 |               |                | opgave           | 138e            |                      |             |  |              |  |                   |
| 2014 |                 |               |                |                  |                 |                      |             |  |              |  | 206e (UWT)        |
| 2015 | opgave          |               |                |                  | opgave          |                      | opgave      |  | 53e          |  |                   |
| 2016 |                 |               |                | 103e             | opgave          |                      | 123e        |  |              |  | 196e (UWT)        |
| 2017 |                 |               |                | opgave           |                 | opgave               |             |  |              |  | 365e (UWT)        |
| 2018 |                 | 106e          |                | 62e              | 90e             |                      | opgave      |  | 72e          |  |                   |
| 2019 |                 |               |                |                  | 85e             |                      | opgave      |  |              |  |                   |
| 2020 |                 |               |                |                  | opgave          | buit.tijd            | 120e        |  |              |  |                   |
| 2021 |                 |               |                |                  |                 |                      |             |  |              |  |                   |

## Ploegen
- 2008 –  Kelly Benefit Strategies-Medifast
- 2009 –  Trek Livestrong
- 2010 –  Trek Livestrong U23
- 2011 –  Team RadioShack
- 2012 –  RadioShack-Nissan-Trek
- 2013 –  RadioShack Leopard
- 2014 –  Garmin Sharp
- 2015 –  Team Cannondale-Garmin
- 2016 –  Cannondale-Drapac Pro Cycling Team [a]
- 2017 –  Team Dimension Data
- 2018 –  Team Dimension Data
- 2019 –  Team Dimension Data
- 2020 –  NTT Pro Cycling
- 2021 –  Rally Cycling
- 2022 –  Human Powered Health

1. ↑  Tot 30 juni heette de ploeg Cannondale Pro Cycling Team, maar na het aantrekken van Drapac als cosponsor werd de naam per direct veranderd.